# 존 햄버그
존 햄버그(영어: John Hamburg, 1970년 5월 26일 ~ )는 미국의 영화 촬영 기사이다. 뉴욕 태생으로 고등학교 재학 시절부터 단편 영화를 만들었다. 브라운 대학교, 티시 예술대학에서 공부했고, 1996년 선댄스 영화제에 단편 영화 〈틱〉(Tick)을 상영하여 호평을 받았다. 이후 독립영화 《세이프 맨》을 1998년 선댄스에서 선보였고, 《미트 페어런츠》와 《쥬랜더》의 시나리오를 맡아 제이 로치, 벤 스틸러 등과 인연을 맺었다. 배우 크리스티나 커크와 결혼했다.

## 연출 작품 목록

### 영화
| 연도 | 제목            | 원제             | 역할   | 역할   | 역할 |
| 연도 | 제목            | 원제             | 감독   | 제작   | 각본 |
| ---- | --------------- | ---------------- | ------ | ------ | ---- |
| 1998 | 세이프 맨       | Safe Men         | 예     | 아니요 | 예   |
| 2000 | 미트 페어런츠   | Meet the Parents | 아니요 | 아니요 | 예   |
| 2001 | 쥬랜더          | Zoolander        | 아니요 | 아니요 | 예   |
| 2004 | 폴리와 함께     | Along Came Polly | 예     | 아니요 | 예   |
| 2004 | 미트 페어런츠 2 | Meet the Fockers | 아니요 | 아니요 | 예   |
| 2009 | 알러뷰 맨       | I Love You, Man  | 예     | 예     | 예   |
| 2010 | 미트 페어런츠 3 | Little Fockers   | 아니요 | 예     | 예   |
| 2016 | 쥬랜더 리턴즈   | Zoolander 2      | 아니요 | 아니요 | 예   |
| 2016 | 와이 힘         | Why Him?         | 예     | 아니요 | 예   |